# Lliga catalana de bàsquet femenina 2008-2009
La XX Lliga Nacional Catalana Femenina Trofeu San Miguel 0,0% 2008 fou la vintena edició de la Lliga catalana de bàsquet. La competició se celebrà el 28 de setembre de 2008 al Pavelló del CB Olesa d'Olesa de Montserrat i fou organitzada per la Federació Catalana de Basquetbol. Hi participaren el Cadí la Seu d'Urgell, vigent campió, i l'Olesa Espanyol. Es proclamà campió l'equip olesà que aconseguí el seu primer títol. A nivell individual, destacà l'actuació de la jugadora madrilenya Marta Zurro amb 18 punts i màxima anotadora del partit, per part alturgellenca, i de l'escorta catalana Anna Cruz amb 14 punts i 22 de valoració, per part olesana. La competició fou retransmesa en directe pel Canal 33.

## Final
| En negreta = Equip guanyador Pts = Punts Rebs = Rebots Assis = Assistències Val = Valoració Nota: Noms dels equips segons l'època |

| 28 de setembre de 2008 12:30 Acta | Olesa Espanyol                                                      | 75–55 | Cadí la Seu                                                       | Pavelló del CB Olesa, Olesa de Montserrat Àrbitres: Marta Hernando i Araceli Mulet |
| 28 de setembre de 2008 12:30 Acta | Resultats per quarts: 17-19, 14-5, 21-16, 23-15                     |       |                                                                   | Pavelló del CB Olesa, Olesa de Montserrat Àrbitres: Marta Hernando i Araceli Mulet |
| 28 de setembre de 2008 12:30 Acta | Pts: Cruz 14 Rebs: Freixanet 9 Assist: Jordana, Cruz 3 Val: Cruz 22 |       | Pts: Zurro 18 Rebs: Mrcela 9 Assist: Navarro, Luz 4 Val: Zurro 18 | Pavelló del CB Olesa, Olesa de Montserrat Àrbitres: Marta Hernando i Araceli Mulet |

| Olesa Espanyol | Cadí la Seu d'Urgell |

| #             | Jugadora            | Pts | Rbs. | Ass. | Val. |
| ------------- | ------------------- | --- | ---- | ---- | ---- |
| 4             | Marta Pujol         | 0   | 0    | 0    | 0    |
| 6             | Tracy Reid          | 7   | 5    | 1    | 10   |
| 7             | Maria Bas           | 0   | 0    | 0    | -2   |
| 8             | Linnea Liljestrand  | 11  | 4    | 0    | 8    |
| 9             | Noemí Jordana       | 6   | 1    | 3    | 7    |
| 10            | Helena Boada        | 8   | 4    | 1    | 8    |
| 11            | Anna Cruz           | 14  | 6    | 3    | 22   |
| 12            | Jael Freixanet      | 10  | 9    | 0    | 12   |
| 14            | Aija Putnina        | 9   | 3    | 1    | 12   |
| 15            | Olga Podkovalnikova | 10  | 8    | 0    | 13   |
| 18            | Eli Sales           | 0   | 0    | 0    | 0    |
| Equip         | Equip               | 75  | 40   | 9    | 90   |
| Entrenador    |                     |     |      |      |      |
| Lucas Mondelo |                     |     |      |      |      |

| Campió de la Lliga Catalana 2008-2009 |
| ------------------------------------- |
| Olesa Espanyol Primer títol           |

| #             | Jugadora               | Pts | Rbs. | Ass. | Val. |
| ------------- | ---------------------- | --- | ---- | ---- | ---- |
| 4             | Mar Rovira             | N/D | N/D  | N/D  | N/D  |
| 5             | Laura Navarro          | 6   | 3    | 4    | 1    |
| 6             | Sonia dos Reis         | N/D | N/D  | N/D  | N/D  |
| 7             | Silvia Luz             | 8   | 4    | 4    | 12   |
| 8             | Cristina Sousa         | 10  | 2    | 1    | 8    |
| 9             | Gulsah Akkaya          | 0   | 1    | 0    | -2   |
| 10            | Bocena Blace           | 5   | 0    | 1    | 1    |
| 11            | Katarina Mrcela        | 5   | 9    | 0    | 5    |
| 12            | Alejandra de la Fuente | 3   | 3    | 0    | -3   |
| 13            | Diana Ozolina          | N/D | N/D  | N/D  | N/D  |
| 14            | Marta Zurro            | 18  | 4    | 1    | 18   |
| 17            | Patricia Valiente      | N/D | N/D  | N/D  | N/D  |
| Equip         | Equip                  | 55  | 26   | 11   | 40   |
| Entrenador    |                        |     |      |      |      |
| Víctor Lapeña |                        |     |      |      |      |